# 1826 Miller
1826 Miller (tên chỉ định 1955 RC1) là một tiểu hành tinh vành đai chính được khám phá ở Đài thiên văn Goethe Link gần Brooklyn, Indiana bởi Chương trình tiểu hành tinh Indiana. Nó được phát hiện ngày 14 tháng 09 năm 1955.